# As w rękawie
As w rękawie – amerykańsko-brytyjsko-francuski film sensacyjny z 2006 roku.

## Główne role
- Ryan Reynolds - Richard Messner
- Ray Liotta - Donald Carruthers
- Joseph Ruskin - Primo Sparazza
- Alex Rocco - Serna
- Wayne Newton
- Jeremy Piven - Buddy Israel
- Ben Affleck - Jack Dupree
- Peter Berg - "Pistolet" Pete Deeks
- Martin Henderson - Hollis Elmore
- Common - Sir Ivy
- Christopher Michael Holley - Beanie
- Andy Garcia - Stanley Locke
- Mike Falkow - Freeman Heller
- Alicia Keys - Georgia Sykes
- Davenia McFadden - Loretta Wyman
- Taraji P. Henson - Sharice Watters
- Nestor Carbonell - Pasquale Acosta "S.A. Gerald Diego"
- Chris Pine - Darwin Tremor
- Kevin Durand - Jeeves Tremor
- Maury Sterling - Lester Tremor
- George Fisher - McGarey
- Tommy Flanagan - Lazlo Soot
- Curtis Armstrong - Morris Mecklen
- Vladimir Kulich - Szwed
- Joel Edgerton - Hugo Croop
- David Proval - Victor Padiche
- Jason Bateman - Rupert Rip Reed
- Zach Cumer - Warren
- Brian Bloom - Agent Baker

## Fabuła
Buddy "Ace" Israel - sceniczny iluzjonista i drobny kryminalista postanawia zeznawać przeciwko mafii Las Vegas. FBI postanawia wykorzystać go, żeby schwytać szefa mafii Primo Sparazzę i umieszcza Buddy'ego w kryjówce w Lake Tahoe dając mu dwóch agentów FBI do ochrony: Richarda Messnera i Donalda Carruthersa. Ale nie przewidzieli tego, że Sparazza wyznaczy dużą nagrodę za głowę Ace'a. To przyciąga wszelkich łowców nagród, ludzi mafii i innych zabójców.